# Demonax shuti
Demonax shuti là một loài bọ cánh cứng trong họ Cerambycidae.